# الكف الأسود (فلسطين)
الكف الأسود هي جماعة مسلحة فلسطينية تأسست عام 1937 وإنبثقت عن مجموعات الشيخ القسام شكلها وقادها (سرور برهم) نشطت في مدينة حيفا تحديدا ومن ثما انتقل نشاطها وهجماتها ليشمل شمال فلسطين وكانت مهمتها تتلخص باغتيال رجال العصابات الصهيونية وتصفية سماسرة الأراضي ومهاجمة الحاميات البريطانية، وكانت طرف كبير في مقاومة الانتداب البريطاني والتغلغل الصهيوني شاركت في الحرب الانتدابية 1947-1948 ضد الانتداب البريطاني والعصابات الصهيونية وكانت لها دور كبير في حرب 1948 وكانت مسؤولة عن سلسلة هجمات ضد المخافر والمعسكرات البريطانية والمستوطنات الصهيونية عام 1946. اصدر الشهيد باسل الأعرج، المثقف دراسة حول مجموعة الكف الأسود ونشاتها.

## نشأتها
تشيرعدد من المصادر التاريخية إلى أن الظهور الأول لهذه المجموعة كان عام 1930، على يد الشيخ عز الدين القسام، حين أسّس جماعة عسكرية ضد قوات الانتداب البريطاني والمشروع الصهيوني، حملت اسم «الكف الأسود»، ووصل عددُ أعضائها بين 200 و800 عضو مدرَّب عام 1935. وكان الهدف منها تصفية العملاء والجواسيس، وتحركت الثورة وتشكّلت من مجموعات وخلايا رباعية العدد، بحيث يكون كل 4 اشخاص يعرفون بعضهم ولا يعرفهم الباقون.

## أشهر وأقوى عملياتها
- عملية القطار: وهو هجوم على قطار بريطاني أدى لمقتل 25 جندي بريطاني والاستيلاء على القطار المحمل بالاسلحة والذخيرة.
- عملية إقتحام معسكر وادي النسناس: اقتحمت جماعة الكف الأسود معسكر وادي النساس في حيفا وقامت بقتل 9 رجال من العصابات الصهيونية وقتل 30 جندي بريطاني ردا على جريمة عصابة الهاجانا بتفجير حديقة لالطفال في حيفا مما أدى لمقتل 10 أطفال ونساء.
- عملية تحرير شارع فيرجن: هو هجوم قامت به جماعة الكف الأسود ضد شارع فيرجن الموجود في مدينة حيفا الذي كان قد احتل من قبل قوات كبيرة من عصابة «الهاجناه» الصهيونية التي قامت بقتل 15 فلسطيني كانوافي الشارع فقامت جماعة الكف الأسود بهجوم على الشارع فوقعت إشتباكات عنيفة بين الطرفين أدى إلى مقتل 20 وجرح 50 من رجال العصابات الصهيونية وتم تحريرالشارع.
- معركة وادي النسناس: هي معركة وقعت في 14 أذار 1948 بين رجال الكف الأسود والمسلحين من أهالي حيفا ضد قوات الارغون الصهيونية، التي كانت قد احتلت وادي النسناس في حيفا وبدأت باستخدام المدفعية الثقيلة في قصف حي وادي النسناس فوقعت إشتباكات عنيف جدا بين الطرفين أدت إلى مقتل 110 جنود صهاينة ومقتل «بنحاس رام» قائد قوات الارغون وإستشهاد 60 فلسطيني وتم تحرير وادي النسناس من الصهاينة.
- تفجير شركة سوليل بونيه: هو تفجير نفذته الكف الأسود استهدف شركة سوليل بونيه الصهيونية الموجودة في مدينة حيفا ردا على جريمة عصابة الهاجانا بتفجير دار السلام العربية في حيفا.
- معركة مستوطنة متوسكين: هي معركة اندلعت بين جماعة الكف الأسود وبعض من المقاتلين الأردنيين ضد العصابات الصهيونية، حيث كان سرور برهم قائد جماعة الكف الأسود ومحمد الحنيطي الضابط في الجيش الأردني قد ذهبا لاحضار قافلة من السلاح والمتفجرات ومن بين المتفجرات «لغم يستطيع تفجير مبنى مكونة من 14 طابق» وتم إحضار هذه الاسلحة والمتفجرات من بيروت وفي طريق العودة وبالقرب من مستوطنة متوسكين القريبة من مدينة حيفا تعرضت القافلة لكمين من قبل العصابات الصهيونية أدى إلى مقتل 14 مقاتل بمن فيهم محمد الحنيطي ولكن سرور برهم قام بقيادة الشاحنة التي تحمل الاسلحة والمتفجرات وقام بأقتحام المستوطنة وتفجير السيارة فيها مما أدى إلى مقتل 355 جندي صهيوني وتدمير معسكر المستوطنة بالكامل وتدمير معمل المتفجرات الموجود فيها.